# Iakutsk

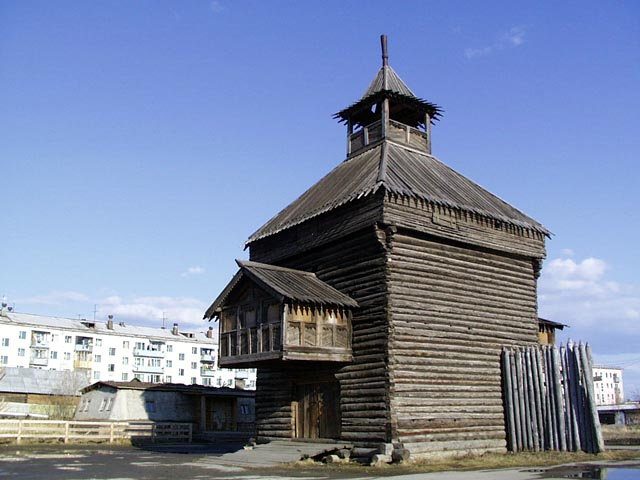
La torre d'Ostrog, construïda el 1683.

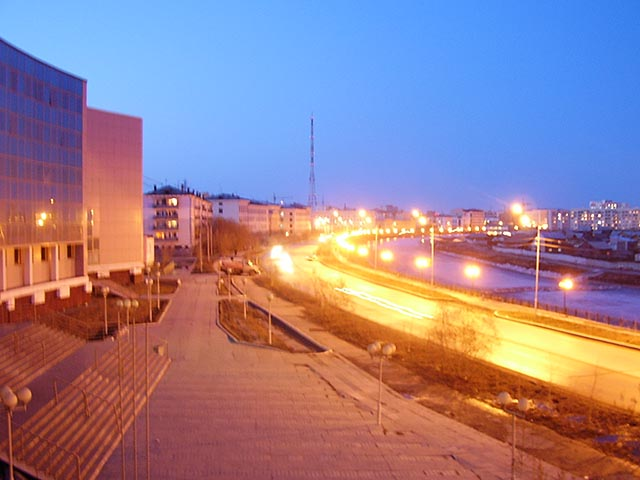
Carrer Kulakovsky.

Iakutsk (iacut: Дьокуускай, Dokuuskay, pronunciat [ɟokuːskaj]; rus: Якутск, Iakutsk) és una ciutat de Rússia, capital de la República de Sakhà, també coneguda com a Iacútia. La població de la ciutat té un creixement ràpid, i el 2004 s'hi comptaven 214.000 habitants.
El clima és extremadament continental fred, amb una temperatura mitjana de −43,2 °C al gener i 18,8 °C al juliol. És la segona ciutat russa amb temperatura mitjana més freda després de Norilsk, però a l'hivern Iakutsk pateix temperatures més fredes que Norilsk. Iakutsk també és la ciutat més gran construïda sobre permagel continu, i és una de les ciutats més grans del món no accessibles per carretera.
És un important port fluvial al riu Lena, i un centre industrial, científic i cultural.
Fou fundada el 1632 com a fortificació contra iacuts i evenkis; al segle xviii fou el centre militar, administratiu i comercial de la Sibèria nord-oriental i el punt de partida de la colonització russa a l'Extrem Orient. Des dels anys 20 és capital de Iacútia, i des del 1956 té una universitat pròpia.